# Rens del Pare Noel

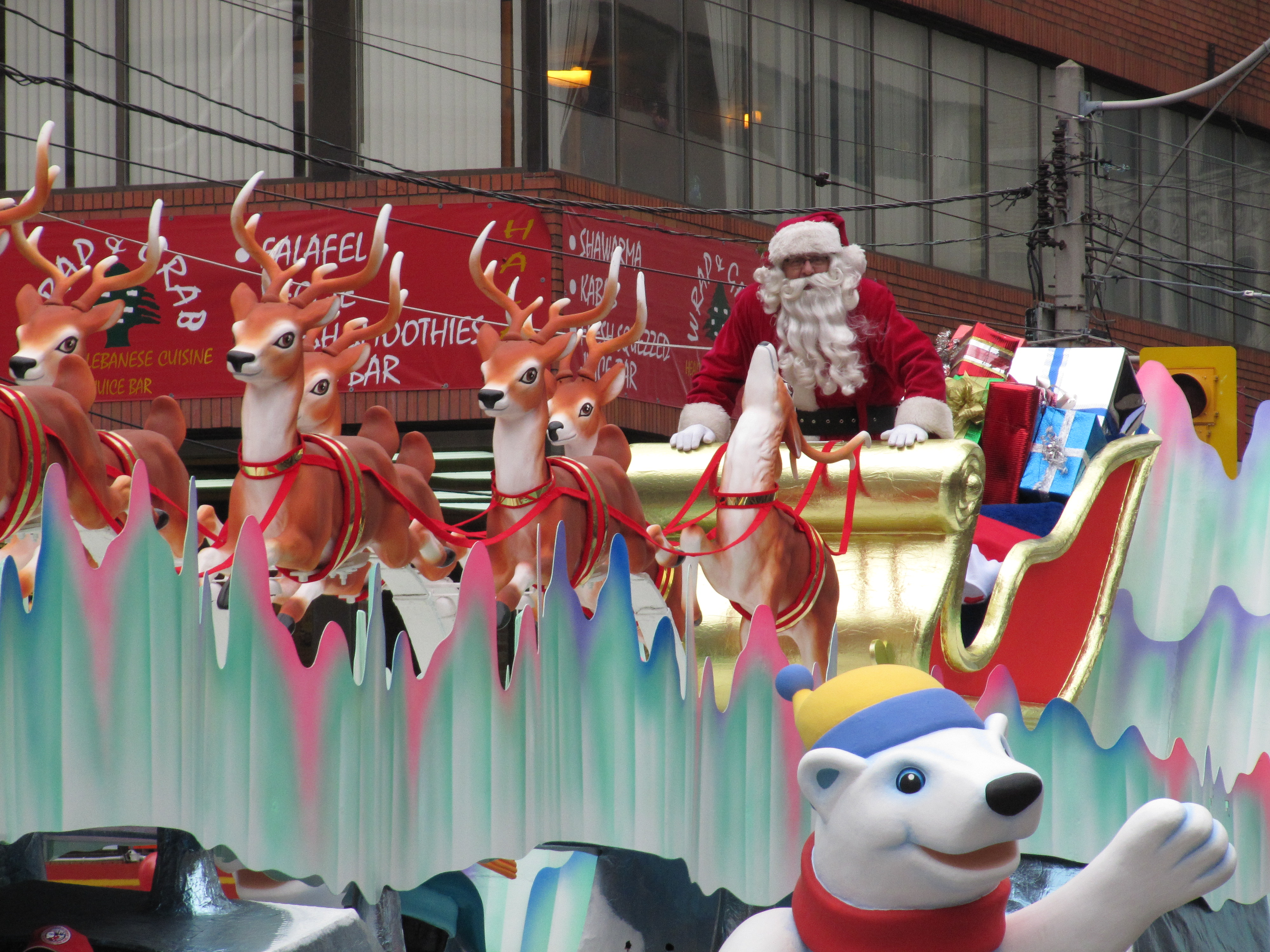
Santa Claus i els seus rens

Els rens del Pare Noel, són els rens que tiren del seu trineu durant la nit de Nadal, el 25 de desembre.

## Origen
Els vuit rens originals procedeixen d'un poema de l'any 1807 A Visit From St Nicholas. Posteriorment el ren Rodolf seria afegit arran de la publicació de Robert L. May Christmas story, en l'any 1939.
Aquesta idea dels vuit primers rens, es diu que podria haver sorgit d'una llegenda antiga de la mitologia escandinava, sobre el déu Odin, qui muntava un cavall amb vuit potes anomenat Sleipnir. Igualment ens els seus orígens, un cavall blanc era l'encarregat de portar a Sant Nicolau i a un ajudant, Zwarte Piet en neerlandès (Pere el Negre).
Tant el cavall com Black Peter, posteriorment desapareixerien de la tradició anglosaxona o es fusionarien.

## Llegenda
La llegenda diu que els rens nadalencs permeten repartir els regals de Papà Noel en la Nit de Nadal i Nadal que va del 24 de desembre al 25 de desembre. I els encarregats de la seva cura serien els follets nadalencs.
El trineu màgic volador de Papà Noel, és tirat per a un total de nou rens, que serien: Donner (Tro), Blitzen (Llamp), Vixen (Presumida), Cupid (Cupido), Comet (Cometa), Dasher (Elegant), Dancer (Ballarí), i Prancer (Cabrioles), i liderats pel ren amb el nas vermell anomenat Rudolph (Rodolf), sent aquest l'últim ren a agregar-se a la història.

L'ordre d'aquests vuit rens que tiren del trineu de Papà Noel i van darrera de Rudolph, seria el següent, en el cas que els rens que es nomenen en el poema van d'endevant cap enrere (els rens de l'esquerre serien mascles i els de la dreta femelles).
| Català    | Francès  | Espanyol  | Anglès  | Italià    | Portuguès | Alemany | Danès    | Hungarès | Llatí     | Grec      |
| --------- | -------- | --------- | ------- | --------- | --------- | ------- | -------- | -------- | --------- | --------- |
| Elegant   | Tornade  | Vondín    | Dasher  | Saetta    | Corredora | Dasher  | Sprinter | Táltos   | Tellum    | Βέλος     |
| Ballarí   | Danseur  | Danzarín  | Dancer  | Ballerino | Dançarina | Dancer  | Danser   | Táncos   | Saltatrix | Ορχηστρίς |
| Cabrioles | Fringant | Saltador  | Prancer | Schianto  | Empinador | Prancer | Smukke   | Pompás   | Acrobates | Άκροβάτης |
| Presumida | Furie    | Juguetón  | Vixen   | Guizzo    | Raposa    | Vixen   | Konge    | Csillag  | Solers    | Πανούργος |
| Cometa    | Comète   | Cometa    | Comet   | Cometa    | Cometa    | Comet   | Komet    | Üstökös  | Cometes   | Κομήτης   |
| Cupido    | Cupidon  | Cupido    | Cupid   | Cupido    | Cupido    | Cupid   | Amor     | Íjas     | Cupido    | Ἔρως      |
| Tro       | Tonnerre | Trueno    | Donner  | Tuono     | Trovão    | Donner  | Torden   | Ágas     | Tonitrus  | Βροντή    |
| Llamp     | Éclair   | Relámpago | Blitzen | Lampo     | Relámpago | Blitzen | Lyn      | Villám   | Fulgur    | Άστραπή   |
| Rodolf    | Rudolph  | Rodolfo   | Rudolph | Rodolfo   | Rodolfo   | Rudolph | Rudolf   | Rudolf   | Rudolphus | Ροδόλφος  |

### Descripció

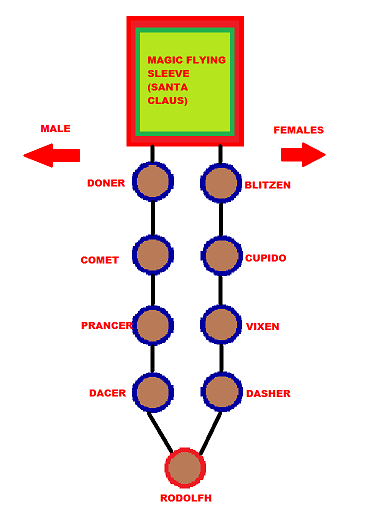
Aquesta és la posició dels rens

De tots els rens que tiren del trineu màgic, els noms de Rudolph, Donner i Blitzen són d'origen alemany, mentre que els altres noms dels rens serien d'origen anglès.
- Rudolph: Seria l'actual líder dels rens nadalencs.
- Dasher: Seria el líder esquerre abans de l'arribada de Rudolph.
- Dancer: Seria la capdavantera dreta abans de l'arribada de Rudolph.
- Prancer: Seria el més bell dels rens i posseïdor de gran resistència.
- Vixen: Igualment considerada la més bella, i de gran resistència.
- Comet: Seria el ren encarregat d'escampar la felicitat i meravella que porta Pare Noel.
- Cupid: Seria la ren encarregada d'escampar l'amor i alegria que porta Papà Noel.
- Donner: Seria el ren que representa l'esperit del tro.
- Blitzen: Seria la ren que representa l'esperit del llampec